# Snowboard aux Jeux olympiques de 2010
Navigation
Turin 2006 Sotchi 2014

## Médaillés

### Hommes
| Épreuves                                   | Or                       | Argent                | Bronze                 |
| ------------------------------------------ | ------------------------ | --------------------- | ---------------------- |
| Halfpipe résultats détaillés               | Shaun White (USA)        | Peetu Piiroinen (FIN) | Scott Lago (USA)       |
| Cross résultats détaillés                  | Seth Wescott (USA)       | Mike Robertson (CAN)  | Tony Ramoin (FRA)      |
| Slalom géant parallèle résultats détaillés | Jasey Jay Anderson (CAN) | Benjamin Karl (AUT)   | Mathieu Bozzetto (FRA) |

### Femmes
| Épreuves                                   | Or                        | Argent                    | Bronze               |
| ------------------------------------------ | ------------------------- | ------------------------- | -------------------- |
| Halfpipe résultats détaillés               | Torah Bright (AUS)        | Hannah Teter (USA)        | Kelly Clark (USA)    |
| Cross résultats détaillés                  | Maelle Ricker (CAN)       | Deborah Anthonioz (FRA)   | Olivia Nobs (SUI)    |
| Slalom géant parallèle résultats détaillés | Nicolien Sauerbreij (NED) | Ekaterina Ilyukhina (RUS) | Marion Kreiner (AUT) |

## Résultats détaillés

### Hommes

#### Cross
| Place | Nation     | Athlète         |
| ----- | ---------- | --------------- |
| 1er   | États-Unis | Seth Wescott    |
| 2e    | Canada     | Mike Robertson  |
| 3e    | France     | Tony Ramoin     |
| 4e    | États-Unis | Nate Holland    |
| 5e    | Canada     | Robert Fagan    |
| 6e    | Autriche   | Lukas Grüner    |
| 7e    | Autriche   | Mario Fuchs     |
| 8e    | Allemagne  | David Speiser   |
| 9e    | France     | Pierre Vaultier |
| 10e   | Australie  | Damon Hayler    |

#### Halfpipe
| Place | Nation     | Athlète             | Meilleur pointage |
| ----- | ---------- | ------------------- | ----------------- |
| 1er   | États-Unis | Shaun White         | 48.4              |
| 2e    | Finlande   | Peetu Piiroinen     | 45.0              |
| 3e    | États-Unis | Scott Lago          | 42.8              |
| 4e    | Suisse     | Iouri Podladtchikov | 42.4              |
| 5e    | États-Unis | Louie Vito          | 39.4              |
| 6e    | Finlande   | Markku Koski        | 36.4              |
| 7e    | Canada     | Justin Lamoureux    | 35.9              |
| 8e    | Japon      | Kazuhiro Kokubo     | 35.7              |

#### Slalom géant parallèle
| Place | Nation     | Athlète            |
| ----- | ---------- | ------------------ |
| 1er   | Canada     | Jasey Jay Anderson |
| 2e    | Autriche   | Benjamin Karl      |
| 3e    | France     | Mathieu Bozzetto   |
| 4e    | Russie     | Stanislav Detkov   |
| 5e    | Suisse     | Simon Schoch       |
| 6e    | Slovénie   | Zan Kosir          |
| 7e    | États-Unis | Chris Klug         |
| 8e    | Slovénie   | Rok Flander        |

### Femmes

#### Cross
| Place | Nation          | Athlète             |
| ----- | --------------- | ------------------- |
| 1er   | Canada          | Maelle Ricker       |
| 2e    | France          | Deborah Anthonioz   |
| 3e    | Suisse          | Olivia Nobs         |
| 4e    | Norvège         | Helene Olafsen      |
| 5e    | États-Unis      | Lindsey Jacobellis  |
| 6e    | France          | Nelly Moenne-Loccoz |
| 7e    | Suisse          | Mellie Francon      |
| 8e    | Grande-Bretagne | Zoe Gillings        |

#### Halfpipe
| Place | Nation     | Athlète          | Meilleur pointage |
| ----- | ---------- | ---------------- | ----------------- |
| 1er   | Australie  | Torah Bright     | 45.0              |
| 2e    | États-Unis | Hannah Teter     | 42.4              |
| 3e    | États-Unis | Kelly Clark      | 42.2              |
| 4e    | Chine      | Jiayu Liu        | 39.3              |
| 5e    | France     | Sophie Rodriguez | 34.4              |
| 6e    | Canada     | Mercedes Nicoll  | 34.3              |
| 7e    | Chine      | Sun Zhifeng      | 33.0              |
| 8e    | Australie  | Holly Crawford   | 30.3              |

#### Slalom géant parallèle
| Place | Nation    | Athlète             |
| ----- | --------- | ------------------- |
| 1er   | Pays-Bas  | Nicolien Sauerbreij |
| 2e    | Russie    | Ekaterina Ilyukhina |
| 3e    | Autriche  | Marion Kreiner      |
| 4e    | Allemagne | Selina Jörg         |
| 5e    | Allemagne | Anke Karstens       |
| 6e    | Autriche  | Ina Meschik         |
| 7e    | Autriche  | Claudia Riegler     |
| 8e    | Allemagne | Amelie Kober        |

## Tableau des médailles
| Rang  | Nation     | Or | Argent | Bronze | Total |
| ----- | ---------- | -- | ------ | ------ | ----- |
| 1     | États-Unis | 2  | 1      | 2      | 5     |
| 2     | Canada     | 2  | 1      | 0      | 3     |
| 3     | Australie  | 1  | 0      | 0      | 1     |
| 3     | Pays-Bas   | 1  | 0      | 0      | 1     |
| 5     | France     | 0  | 1      | 2      | 3     |
| 6     | Autriche   | 0  | 1      | 1      | 2     |
| 7     | Finlande   | 0  | 1      | 0      | 1     |
| 7     | Russie     | 0  | 1      | 0      | 1     |
| 9     | Suisse     | 0  | 0      | 1      | 1     |
| Total | Total      | 6  | 6      | 6      | 18    |